# Ópera épica
Ópera Épica es un género literario que se halla entre la fantasía y la ciencia ficción, debido a que sus características específicas no permiten distinguirlo claramente entre uno u otro género.
Se constituye a través de criterios analíticos que intentan explicar varios de sus elementos mágicos, así como de una interacción constante entre los mundos de lo científico y lo sobrenatural. La atmósfera de ciencia es tan común como las criaturas fantásticas, y estos chocan tanto como conviven. 
La diégesis se desarrolla entre la narración tradicional de la épica y la irrupción tecnológica.  

## Origen del término
Proviene de la fusión de dos términos literarios: space opera, u ópera espacial, subgénero de la ciencia ficción, que en la mayoría de los casos tienen lugar en el espacio donde se relatan historias futuristas y románticas; y la fantasía épica o fantasía heroica, que aporta su carácter legendario, didáctico e ideológico, así como su figura del héroe; a la que puede sumarse una variante mitológica, en cuya proporción épico-mitológica y científica dentro de los límites del roman será considerado kaiserinroman.

## Diferencias con otros subgéneros
1. Mitología: Mientras la mitología explora los relatos cohesionados y su narración suele llegar a una interpretación, la ópera épica es utilizada como un medio sincrético, no sólo relacionando las distintas corrientes de estudio sino velando, incluso, una crítica personal a los elementos religiosos. Logra formar un universo propio, donde los componentes mitológicos pueden llegan a explicar el universo a partir de una física asequible por el hombre (a diferencia de la mitología que mantiene la línea de lo mágico y divino, inexplicable y ajeno para el ser humano).
2. Épica: Aunque la ópera épica se aproxima en espíritu a este género, la manera de desarrollar las diferentes unidades narrativas, tanto críticas como axiomáticas sociales[2] se desligan de los valores actuales para proponer nuevas figuras de virtud del héroe, los personajes y hasta las instituciones donde el modo de pensamiento contribuye a una lógica poco tradicional en las construcciones discursivas. Existe también una irrupción en las imágenes de las que proviene la ópera épica y sus relaciones con los géneros de ciencia ficción.
3. Space opera: Los imperios galácticos son recurso obligado para la ópera épica, no obstante, el folclore y los vistosos artilugios tecnológicos, estos llegan a ceder ante la hechicería, la fantasía y lo divino mitológico. Incluso, se justifica con los mismos razonamientos con que lo haría la ciencia ficción. Así, lo fantástico encuentra su explicación y la explicación su contraparte mágica. Dragones y naves espaciales combaten sin restricción de géneros; aunque el arte para hacerlo verosímil, junto a la síncresis y el equilibrio con los diferentes atributos genéricos, es precisamente donde radica uno de los mayores retos de la ópera épica.
4. Espada y planeta Sword and planet: Comparte con la ópera épica los combates cuerpo a cuerpo, pese la avanzada tecnología y las habilidades sobrehumanas del héroe, como el vuelo o la fuerza; sin embargo, no trata de un solo protagonista, y por demás varón, cuyas relaciones amorosas parten de clichés sobre la belleza. Mientras el modo de transporte (o cualquier otra forma similar de magia científica) tampoco lo aísla de su especie; por tanto, los personajes, ni son de la Tierra ni se encuentran como únicos representantes de su propia raza en un extraño planeta. En cuanto a sus habitantes, sí poseen comprensión científica de su propia tecnología y su explicación procura algún rigor científico: De hacer una ruptura en las leyes de la física clásica conocida, remite entonces a su antítesis en la mecánica cuántica, pretendiendo satisfacer esa explicación. Sus ambientaciones no siempre son respirables ni sus múltiples idiomas comprendidos; incluso, intenta o logra desarrollarlos según reglas lingüísticas.
5. Espada y brujería o sword and sorcery: Un subgénero muy cercano a la ópera épica por sus atributos temáticos, principalmente el mito; no obstante, al igual que en el género fantástico, carece de los elementos tecnológicos y críticos al mundo real. En la ópera épica, al igual que en la alta fantasía,[3] la profundidad psicológica de las sociedades destacan por encima del personaje individual, y son en realidad la base del argumento. No está exenta de principios morales ni filosóficos y también se asocia a una mayor importancia de personajes femeninos.[4]